# Ichneumon eumerus
Ichneumon eumerus là một loài tò vò trong họ Ichneumonidae. Đây là loài chuyên ký sinh cho ấu trùng của loài bướm xanh Alcon núi (Phengaris rebeli).

## Vòng đời
Vòng đời của I. eumerus phụ thuộc vào một loài bướm Phengaris rebeli, ấu trùng của chúng lừa kiến trong loài Myrmica schencki mang ấu trùng vào tổ của chúng và chăm sóc chúng như thể chúng là ấu trùng kiến. Con tò vò cái trưởng thành tìm kiếm một tổ của những con kiến này; Nó dường như có thể nhận biết bằng khứu giác để nhận biết có ấu trùng của bướm hiện diện trong tổ hay không và nếu có, nó sẽ cố gắng xâm nhập. Những con kiến tấn công kẻ xâm nhập, nhưng con tò vò này tạo ra pheromone khiến những con kiến trở nên bối rối và tấn công lẫn nhau. Điều này giúp con tò vò có cơ hội tìm kiếm ấu trùng bướm và đẻ trứng vào mỗi con. Sau đó, kiến tiếp tục kiếm ăn và chăm sóc ấu trùng bướm mà trong quá trình thành nhộng. Trứng tò vò nở ra và  ăn ấu trùng bướm từ bên trong, cuối cùng âu trùng tò vò hóa nhộng bên trong nhộng bướm.